# Acamptopoeum prinii
Acamptopoeum prinii är en biart som först beskrevs av Holmberg 1884.  Acamptopoeum prinii ingår i släktet Acamptopoeum och familjen grävbin. Inga underarter finns listade i Catalogue of Life.

## Bildgalleri

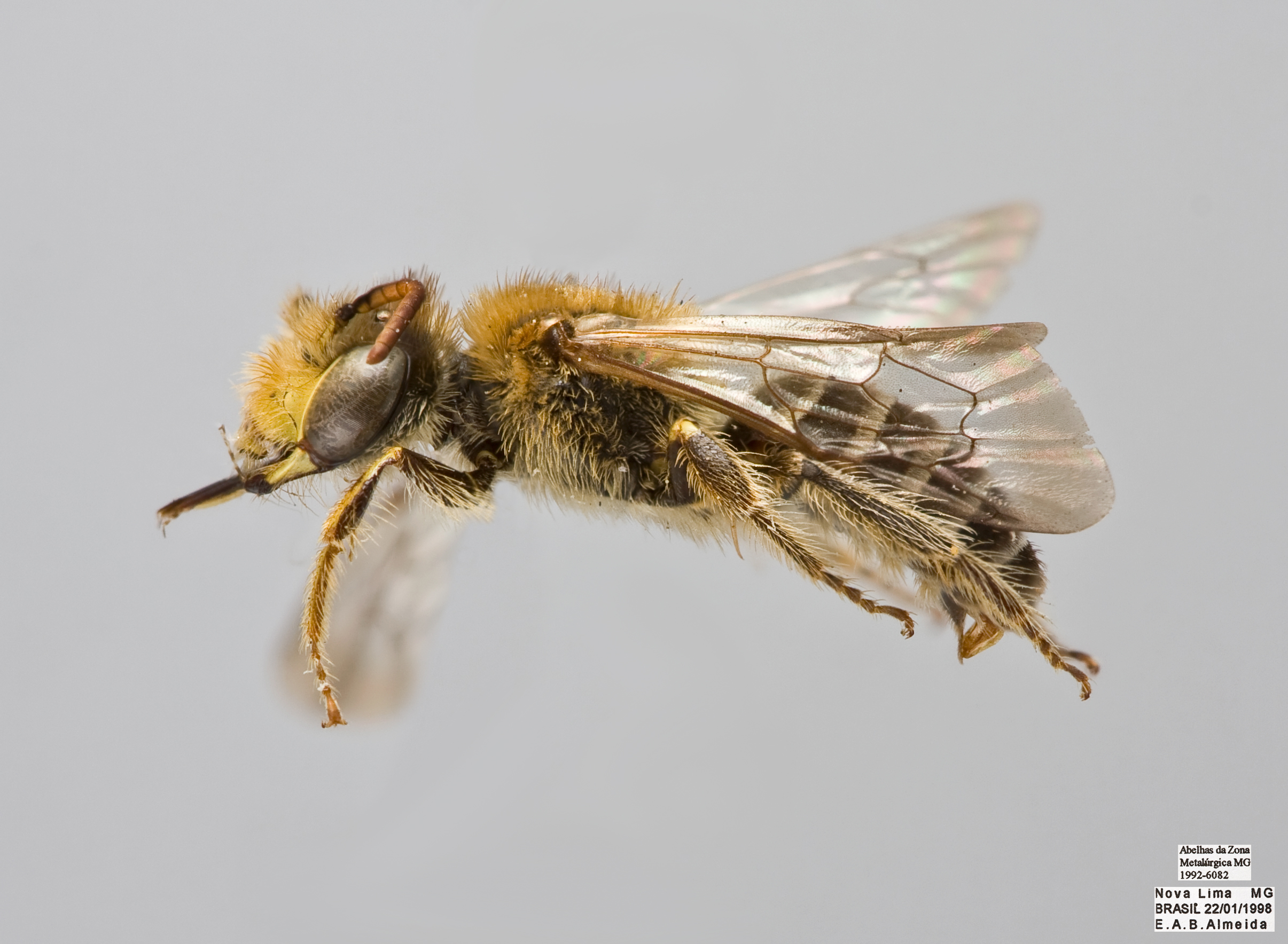
Acamptopoeum prinii (hane).